# Sender Burgsinn
Der Sender Burgsinn ist ein Füllsender des Bayerischen Rundfunks östlich von Burgsinn. Er verwendet als Antennenträger einen Fertigbetonturm.
Der Sender wurde im Jahr 1991 im Rahmen der Schnellfahrstrecke Hannover–Würzburg in Betrieb genommen um den ICE-Fahrgästen einen störungsfreien Empfang des bayerischen Rundfunks zu ermöglichen.

## Frequenzen und Programme

### Analoger Hörfunk (UKW)
| Frequenz (MHz) | Programm   | RDS PS            | RDS PI                | Regionalisierung | ERP (kW) | Richtcharakteristik rund (ND)/gerichtet (D) | Polarisation horizontal (H)/vertikal (V) |
| -------------- | ---------- | ----------------- | --------------------- | ---------------- | -------- | ------------------------------------------- | ---------------------------------------- |
| 89,7           | Bayern 2   | Bayern_2          | D312                  | -                | 0,01     | D (170–0°)                                  | H                                        |
| 91,1           | BR24       | BR24              | D315                  | –                | 0,01     | D (170–0°)                                  | H                                        |
| 92,2           | Bayern 1   | BAYERN_1 B1_Main_ | D711 (regional), D311 | Mainfranken      | 0,01     | D (170–0°)                                  | H                                        |
| 99,3           | Bayern 3   | BAYERN_3          | D313                  | –                | 0,01     | D (170–0°)                                  | H                                        |
| 99,9           | BR-Klassik | BR-KLASS          | D314                  | –                | 0,01     | D (170–0°)                                  | H                                        |

Bayern 2 sendete zunächst auf der Frequenz 90,0 MHz in Gleichwelle mit dem Sender Würzburg auf der Frankenwarte. Aufgrund massiver Gleichkanalstörungen wechselte der Sender im Jahr 2006 auf die 89,7 MHz.
Geplant ist noch die Frequenz 103,9 MHz für Antenne Bayern; ob und wann sie in Betrieb geht, ist nicht bekannt.

### Digitales Radio (DAB)
DAB wird in vertikaler Polarisation und im Gleichwellenbetrieb mit anderen Sendern ausgestrahlt.
| Block                       | Programme (Datendienste) | ERP (kW) | Antennen- diagramm rund (ND), gerichtet (D) | Polarisation horizontal (H)/ vertikal (V) | Gleichwellennetz (SFN) |
| --------------------------- | --- | -------- | ------------------------------------------- | ----------------------------------------- | --- |
| 10A Unterfranken (D__00308) | DAB-Block des Bayerischen Rundfunks - Bayern 1 (Mainfranken) (96 kbps) - Bayern 1 (Schwaben) (96 kbps) - BR24live (64 kbps, Mono) - Radio Teddy (72 kbps) - egoFM (72 kbps) - Gong Würzburg (72 kbps) - Charivari Würzburg (72 kbps) - Radio Primavera (72 kbps) - Galaxy Aschaffenburg (72 kbps) - Primaton (72 kbps) - Radio Hashtag+ (72 kbps) - Arabella Bayern (96 kbps) - Rock Antenne Bayern (72 kbps) - BR EPG (8 kbps) | 1        | D                                           | V                                         | Alzenau-Hahnenkamm, Burgsinn, Dettelbach, Ebern, Gemünden, Hammelburg, Kreuzberg, Miltenberg-Wenschdorf, Neustadt am Main, Obernburg am Main, Ostheim/Heidelberg, Pfaffenberg, Schweinfurt (Schonungen), Volkach, Wertheim, Würzburg (Frankenwarte), Zeil am Main |
| 11D BR Bayern (D__00165)    | DAB-Block des Bayerischen Rundfunks - Bayern 1 (Oberbayern) (96 kbps) - Bayern 1 (Niederbayern/Oberpfalz) (96 kbps) - Bayern 1 (Franken) (96 kbps) - Bayern 2 (96 kbps) - Bayern 3 (96 kbps) - BR-Klassik (144 kbps) - BR24 (72 kbps, Mono) - BR Schlager (96 kbps) - Puls (96 kbps) - BR Heimat (128 kbps) - BR Verkehr (16 kbps, Mono) - Antenne Bayern (80 kbps) - BR EPG (8 kbps Daten) - ARD TPEG (24 kbps)                | 1        | D                                           | V                                         | - Unterfranken: Alzenau (Hahnenkamm), Burgsinn (Main-Spessart), Dettelbach, Ebern, Gemünden, Hammelburg, Kreuzberg (Rhön), Miltenberg-Wenschdorf, Neustadt am Main, Obernburg am Main, Ostheim/Heidelberg, Pfaffenberg (Aschaffenburg), Schweinfurt (Schonungen), Volkach, Wertheim, Würzburg (Frankenwarte), Zeil am Main - Oberfranken: Bad Steben, Bamberg (Geisberg), Burgwindheim (geplant), Coburg (Eckardtsberg), Hof (Labyrinthberg), Kronach, Kulmbach, Ludwigsstadt (Ebersdorf), Ochsenkopf (Fichtelgebirge), Pegnitz - Mittelfranken: Büttelberg, Hesselberg, Hersbruck, Nürnberg (Fernmeldeturm), Rothenburg ob der Tauber, Treuchtlingen, Weißenburg - Oberpfalz: Altenstadt, Amberg (Hirschau), Amberg-Süd, Dillberg (Neumarkt), Fuchsmühl, Geigant, Hoher Bogen (Furth im Wald), Hohe Linie (Regensburg), Kallmünz (geplant), Pfreimd, Schönsee (Drechselberg), Weigendorf - Niederbayern: Brotjacklriegel, Deggendorf (Aletsberg), Dingolfing, Einödriegel, Kelheim, Landshut (Altdorf), Mainburg, Mallersdorf-Pfaffenberg, Oberfrauenwald, Passau (Kühberg), Pfarrkirchen, Rattenberg, Rotthalmünster, Viechtach (Weigelsberg) (geplant), Vilsbiburg - Schwaben: Augsburg (Hotelturm), Augsburg (Welden), Balderschwang (Oberberg), Grünten, Hühnerberg (Harburg), Markt Wald, Memmingen, Pfänder (Vorarlberg), Pfronten (Breitenberg), Ulm (Kuhberg) - Oberbayern: Bad Tölz (Gaißach), Berchtesgaden (Jenner), Eichstätt, Fürstenfeldbruck (Schöngeising), Gelbelsee, Herzogstand (Fahrenbergkopf), Hochberg (Traunstein), Hohenpeißenberg, Inntal (Ebbs), Isen, München-Freimann, München-Ismaning, München (Olympiaturm), Neuötting, Oberammergau (Laber), Pfaffenhofen (Wolfsberg), Pfaffenhofen (BR), Reit im Winkl, Untersberg (Salzburg), Tegernseer Tal (Wallberg), Wasserburg am Inn (Koblberg), Wendelstein (Bayrischzell) |

### Analoges Fernsehen (PAL)
Bis zur Umstellung auf DVB-T wurden folgende Programme in analogem PAL gesendet:
| Kanal | Frequenz (MHz) | Programm                        | ERP (kW) | Sendediagramm rund (ND)/ gerichtet (D) | Polarisation horizontal (H)/ vertikal (V) |
| ----- | -------------- | ------------------------------- | -------- | -------------------------------------- | ----------------------------------------- |
| 21    | 471,25         | ZDF                             | 0,18     | D                                      | H                                         |
| 40    | 623,25         | Das Erste (BR)                  | 0,25     | D                                      | H                                         |
| 53    | 727,25         | Bayerisches Fernsehen (Franken) | 0,18     | D                                      | H                                         |